# المعاينة (أسلم)

تعديل مصدري - تعديل

المعاينة هي إحدى قرى عزلة أسلم الشام بمديرية أسلم التابعة لمحافظة حجة، بلغ تعداد سكانها 191 نسمة حسب تعداد اليمن لعام 2004.